# Hirtella carbonaria
Hirtella carbonaria är en tvåhjärtbladig växtart som beskrevs av Elbert Luther Little. Hirtella carbonaria ingår i släktet Hirtella och familjen Chrysobalanaceae. Inga underarter finns listade i Catalogue of Life.